# Ванґчук Намґ'ял
Ванґчук Тензінг Намґ'ял (нар. 1 квітня 1953) — другий син Палдена Тхондупа Намґ'яла, останній (спадковий) правитель Сіккіму.